# Сан-Хуан (округ, Колорадо)
Шаблон:StateAbbr_ 37°46′ пн. ш. 107°40′ зх. д. / 37.77° пн. ш. 107.67° зх. д.
Округ  Сан-Хуан (англ. San Juan County) — округ (графство) у штаті  Колорадо, США. Ідентифікатор округу 08111.

## Історія
Округ утворений 1864 року.

## Демографія
За даними перепису 
2000 року 
загальне населення округу становило 558 осіб, усе сільське.
Серед мешканців округу чоловіків було 293, а жінок — 265. В окрузі було 269 домогосподарств, 158 родин, які мешкали в 632 будинках.
Середній розмір родини становив 2,63.
Віковий розподіл населення поданий у таблиці:
| Стать    | До 15 років | 15-21 | 22-29 | 30-39 | 40-49 | 50-65 | 65-85 | Понад 85 |
| -------- | ----------- | ----- | ----- | ----- | ----- | ----- | ----- | -------- |
| Чоловіки | 40          | 25    | 23    | 34    | 63    | 88    | 20    |          |
| Жінки    | 43          | 18    | 17    | 38    | 60    | 70    | 19    |          |

## Суміжні округи
- Урей — північ
- Гінсдейл — схід
- Ла-Плата — південь
- Монтесума — південний захід
- Долорес — захід
- Сан-Мігель — північний захід

## Виноски
1. ↑  U.S. Decennial Census. United States Census Bureau. Процитовано 11 червня 2014.
2. ↑  Historical Census Browser. University of Virginia Library. Архів оригіналу за 11 серпня 2012. Процитовано 11 червня 2014.
3. ↑  Population of Counties by Decennial Census: 1900 to 1990. United States Census Bureau. Процитовано 11 червня 2014.
4. ↑  Census 2000 PHC-T-4. Ranking Tables for Counties: 1990 and 2000 (PDF). United States Census Bureau. Процитовано 11 червня 2014.
5. ↑  State & County QuickFacts. United States Census Bureau. Архів оригіналу за 5 вересня 2015. Процитовано 11 червня 2014.(англ.) Наведено за англійською вікіпедією.
6. ↑  American FactFinder. Бюро перепису населення США. Архів оригіналу за 26 лютого 2012. Процитовано 31 січня 2008. [Архівовано 2008-05-21 у Wayback Machine.]

| США | Це незавершена стаття з географії США. Ви можете допомогти проєкту, виправивши або дописавши її. |